# Sphaerotherium klugii
Sphaerotherium klugii är en mångfotingart som beskrevs av Brandt 1841. Sphaerotherium klugii ingår i släktet Sphaerotherium och familjen Sphaerotheriidae. Inga underarter finns listade i Catalogue of Life.